# Aberlour (distilleria)

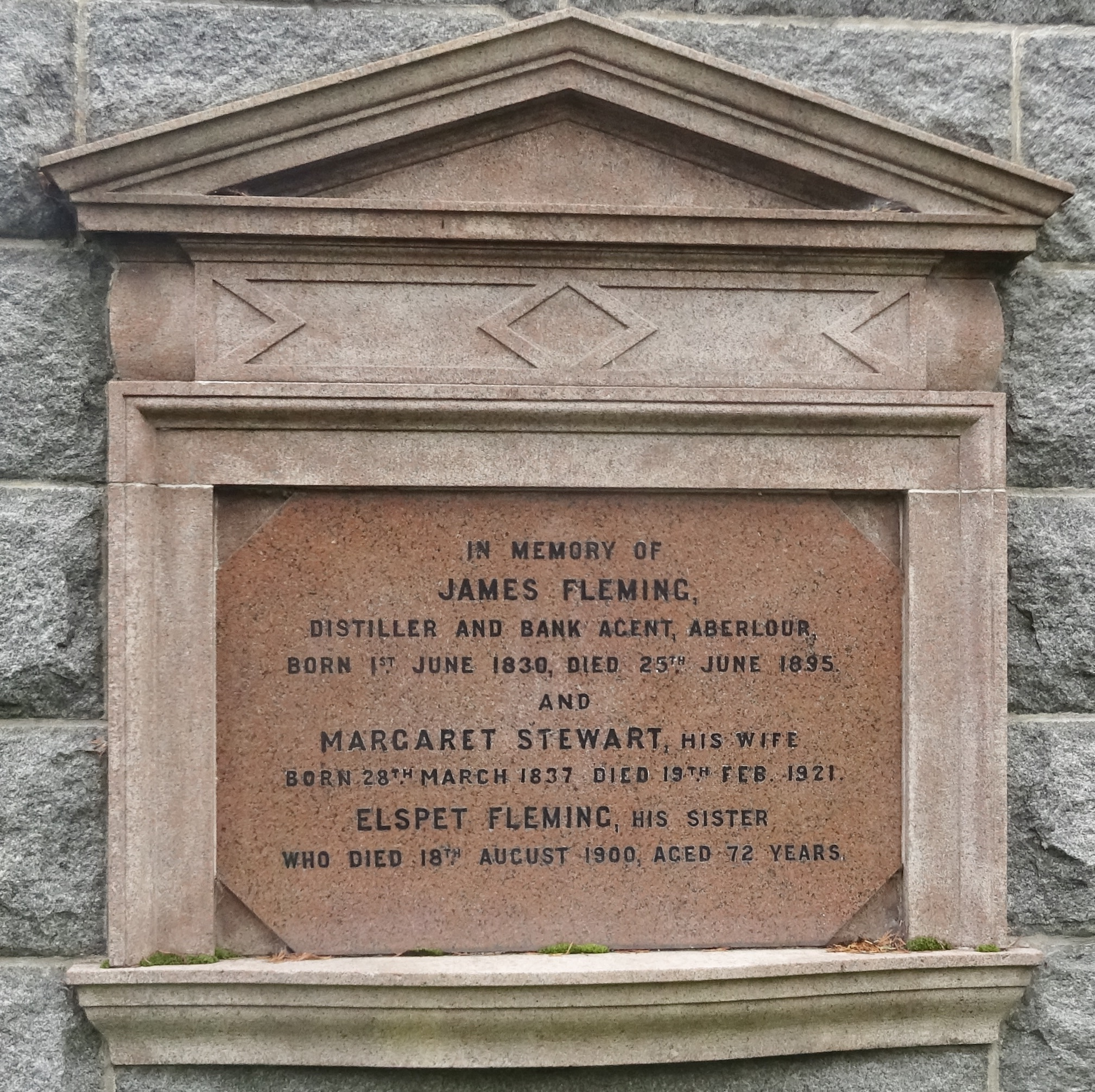
Targa in memoria del fondatore James Fleming

La distilleria Aberlour è una distilleria di whisky scozzese di Aberlour, località della regione dello Strathspey, nella zona dello Speyside (termine usato anche per la classificazione della zona di produzione dei whisky), situata lungo il fiume Spey.
Fu fondata da James Fleming (1830-1895) nel 1879.
Aberlour produce whisky, alcuni dei quali sono invecchiati in botti che hanno contenuto bourbon americano o sherry, un metodo comune tra i single malt scotch. 
La distilleria produce anche varietà di single malt dette "double casked" che, dopo un iniziale affinamento in botti di bourbon, vengono trasferite in una seconda categoria di botti. Questo processo è chiamato finitura e Aberlour offre whisky invecchiati in vini sherry, porto, Madera e Borgogna.
Dal 1974 appartiene al gruppo Pernod Ricard.